# San Pablo (Asunción)
San Pablo es un populoso barrio situado en la ciudad de Asunción, Paraguay. Según los datos del censo del 2002 de la DGEEC, San Pablo es el barrio más poblado de Asunción, con 21.787 habitantes.

## Geografía
Límites
San Pablo tiene como limitantes a las avenidas De la Victoria, Eusebio Ayala y Defensores del Chaco y la calle Ecuador.
Al norte limita con el barrio Villa Aurelia.
Al sur limita con las ciudades de Lambaré y Villa Elisa.
Al este limita con la ciudad de Fernando de la Mora.
Al oeste limita con los barrios Hipódromo y Terminal.

### Clima
Vientos predominantes del norte y sur. Clima subtropical, la temperatura media es de 28 °C en el verano y 17 °C en el invierno. El promedio anual de precipitaciones es de 1700 mm

## Población
El barrio cuenta con 21.787 habitantes, siendo así el barrio más poblado de la ciudad capital.

## Infraestructura
Las principales vías de comunicación las constituyen la Avda. Eusebio Ayala, la Avda. de la Victoria, la Avda. Defensores del Chaco y la Avda. Fernando de la Mora.
Los pobladores cuentan con varios servicio de transporte público.
En este barrios se encuentra el Mercado Municipal de Abasto, uno de los mercados más concurridos de esta ciudad y la terminal de Ómnibus de la Capital como así también la oficina central del Registro Civil de las Personas.

## Organizaciones
Entidades Sociales
- Club Sportivo Ysateño
- Club Boquerón
- Club 3 de Noviembre
- Club de Leones Ka'aguy Rory M2
- Club Social Comencipar
- Centro Guaireño Manuel Ortiz Guerrero
- Fundación Teletón Paraguay Asunción
- Mutual Mburucuya
- Cooperativa Coofan

Educativas
- Col.Nac. Batallón Escolta Presidencial
- Esc. Básica Nro. 300 Maestro Herminio Giménez
- Colegio Apostólico San José
- Colegio Nacional Gral. Patricio Escobar
- Colegio P. Johannes Gutenberg
- Colegio San Francisco
- Colegio Pablo L. Ávila
- Colegio Blas Garay
- Colegio Stella Maris
- Colegio San Pablo Marista
- Colegio Nacional de EMD Ysaty
- Col. Juan Eudoro Cáceres

Instituciones Gubernamentales
- Comisaría N.º 16 Metropolitana
- Comisaría N.º 15 Metropolitana
- Oficina Registro Civil de las Personas
- Fiscalía Barrial Nro. 1
- Hospital Materno Infantil San Pablo
- Secretaría Nacional de Deportes